# Il principe e il pirata
Il principe e il pirata è un film del 2001 diretto e interpretato da Leonardo Pieraccioni.

## Trama
Leopoldo Natali è un maestro di scuola elementare che ha appena perso il padre Pierino, con il quale non aveva rapporti da anni; mentre sta vegliando la salma, tuttavia, l'uomo si desta e gli rivela che deve fingere di essere morto, con l'aiuto dell'amico Ubaldo, per fuggire dai propri creditori.
Il giorno seguente Pierino sparisce senza preavviso ma lascia al figlio una videocassetta in cui gli rivela che ha un fratello, nato da una relazione extraconiugale con la bidella della scuola in cui Leopoldo insegna, di nome Melchiorre, detto "Gimondi", che sta scontando alcuni anni di carcere in Sicilia. Ai due figli l'uomo lascia un'eredità congiunta del valore di 250 milioni di lire consistente in un dipinto del 1400 custodito da un notaio di Saint Vincent.
Leopoldo va a prendere Melchiorre all'uscita dal carcere e insieme si dirigono in auto dal capoluogo siciliano al paese valdostano: nel lungo viaggio insieme i due fratelli avranno modo di conoscersi, di capire quanto siano diversi, di iniziare un rapporto di vero affetto reciproco e di comprendere quanto siano irrimediabilmente incompatibili.
Dopo varie peripezie i due giungono a destinazione: ritirata l'eredità dal notaio, Leopoldo e Melchiorre vengono raggiunti da Pierino, Ubaldo e Melanie (una ex fiamma di Melchiorre con cui risboccia l'amore), che mettono al corrente Leopoldo della loro intenzione di utilizzare il denaro per aprire un casinò alle isole Cayman e gli chiedono di unirsi a loro. Il maestro, tuttavia, decide di rimanere e di tornare dall'ex moglie e dal figlio ai quali si è riavvicinato proprio grazie al fratello.

## Riconoscimenti
- 2002 - Nastro d'argento
  - Migliore colonna sonora a Edoardo Bennato
  - Nomination Migliore canzone a Edoardo Bennato

## Incassi
Il film, uscito il 14 dicembre 2001, ha incassato complessivamente 9,7 milioni di euro.

## Luoghi delle riprese
Il film è stato girato nell'estate del 2001 tra Firenze, Palermo, Messina, Genova, Montecelio, Saint-Pierre, Biella, Sandigliano, Gressan, Viareggio e Lido di Camaiore. La scena del passaggio a livello dove Melchiorre incontra il suo amico omosessuale è stata girata a Candelo.